# Clavulina nigricans
Clavulina nigricans é uma espécie de fungo pertencente à família Clavulinaceae.